# キュベット

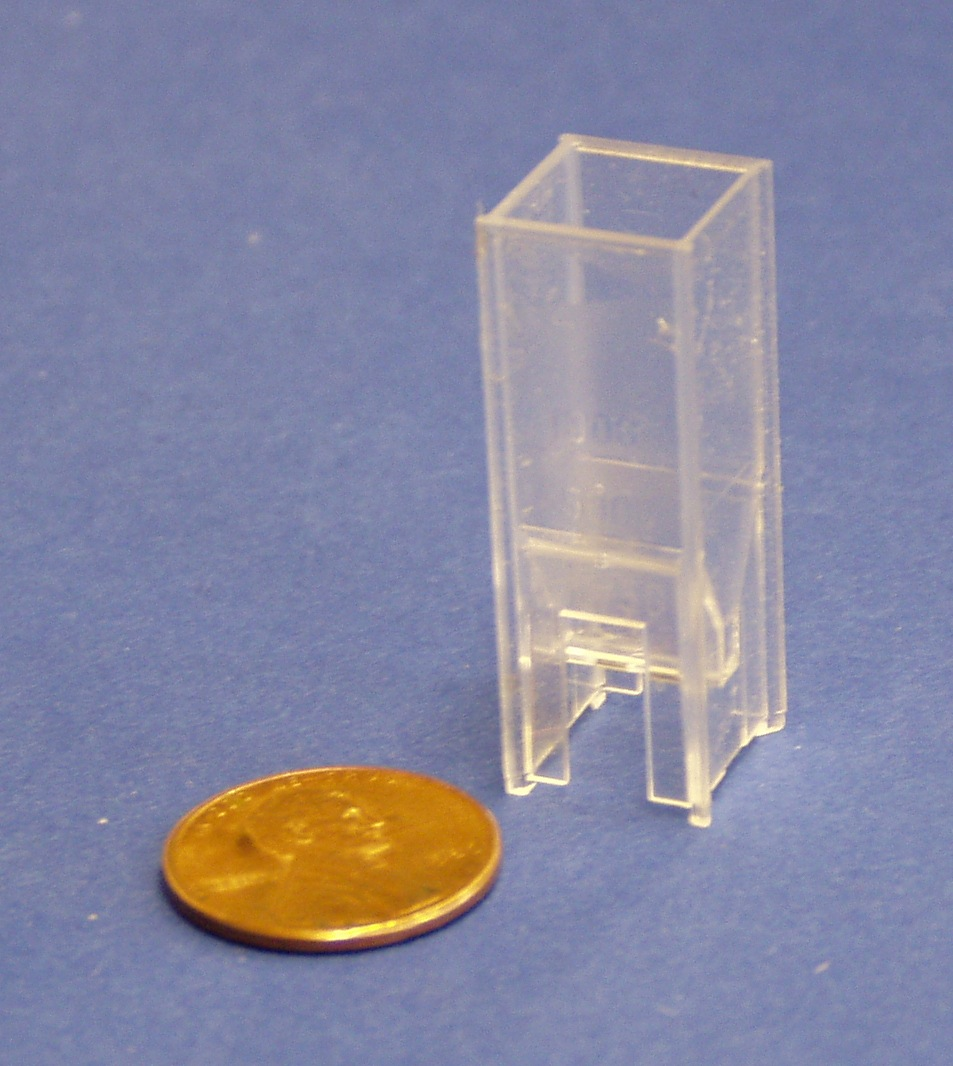
このプラスチックのキュベットは、DNAとRNA濃度を測定する際に分光光度計で使用される。penny硬貨はサイズ比較用に撮影した。

キュベット（Cuvette、セル）は、実験室用器具の一種である。多くの場合この器具はガラス製かプラスチック製もしくはクォーツ製の、一方が密封された正方形の小さなチューブであり、分光器での実験の際にこのチューブにサンプルを入れて測定を行う。最良のキュベットは可能な限り透明であり、分光器の測定に影響を及ぼす可能性のある不純物を含まない。試験管と同様にキュベットも、チューブの上側が外気と接触したままでは不具合のある試料の場合、ガラスもしくはテフロンの蓋を付けるかあるいはパラフィルムで封をすることで外気を遮断できる。
安価なキュベットは丸く、外見上は試験管と同じように見える。ガラスやクォーツほど透明でない使い捨てのプラスチックキュベットは、速度が精度よりも重要である実験において、高速に分光分析を行う場合によく利用される。
数種のキュベットでは、片側からもう片側へ一本の光線が通るように、対称の面だけが透明になっている。不透明な側はしばしば、隆起が付いているか、または手でつかむ部分として使いやすいようにでこぼこしている。蛍光分光法に使用するためのキュベットは4面全てが透明である。タンデムキュベットとして知られる数種のキュベットは、内側2/3までの高さのガラス仕切りがある。これは、2つの溶液が分かれている状態で測定した後、溶液を混合してから再び測定するためである。
円偏光二色性実験に使用するキュベットには絶対に負荷をかけるべきではない。負荷によりガラスが歪むことで偏光が生じ、測定結果に影響する可能性がある。